# Brandon T. Jackson
Brandon Timothy Jackson (født 7. marts 1984) er en amerikansk standupkomiker, rapper, skuespiller og tekstforfatter. Han er bedst kendt for sine roller i filmene Roll Bounce, Tropic Thunder, Percy Jackson & lyntyven, Lottery Ticket og Big Mommas: Like Father, Like Son.

## Filmografi
| År   | Film                              | Rolle                               |                                                  |
| ---- | --------------------------------- | ----------------------------------- | ------------------------------------------------ |
| 1999 | Norm                              | Buster                              | 1 episode                                        |
| 2001 | The Zeta Project                  | Blair                               | 1 episode                                        |
| 2001 | Nikita Blues                      | Tyrone                              |                                                  |
| 2001 | Ali                               | Club Goer                           | Uncredited                                       |
| 2002 | 8 Mile                            | Chin Tiki Club Goer                 | Uncredited                                       |
| 2005 | Roll Bounce                       | Junior                              |                                                  |
| 2007 | Super Sweet 16: The Movie         | Brian                               |                                                  |
| 2007 | This Christmas                    | El Rey MC                           |                                                  |
| 2007 | Big Stan                          | Deshawn                             |                                                  |
| 2008 | Approaching Midnight              | Artie                               |                                                  |
| 2008 | Tropic Thunder                    | Alpa Chino                          |                                                  |
| 2008 | Days of Wrath                     | Lil 1                               |                                                  |
| 2008 | The Day the Earth Stood Still     | Target Tech                         |                                                  |
| 2008 | Cuttin' da Mustard                | Rolo                                |                                                  |
| 2009 | Fast & Furious                    | Alex (BMW Driver)                   |                                                  |
| 2009 | Rogue's Gallery                   | Tower                               |                                                  |
| 2010 | Tooth Fairy                       | Duke                                |                                                  |
| 2010 | Percy Jackson & lyntyven          | Grover Underwood                    | 20th Century Fox                                 |
| 2010 | Lottery Ticket                    | Benny                               | Warner Bros.                                     |
| 2010 | Operation: Endgame                | Tower                               |                                                  |
| 2011 | Big Mommas: Like Father, Like Son | Trent Pierce/Charmaine Daisy Pierce | Replacing Jascha Washington                      |
| 2011 | Raising Hope                      | Justin                              |                                                  |
| 2012 | Thunderstruck                     | Alan                                | Basketball film (with Kevin Durant and Doc Shaw) |
| 2013 | Get A Job                         | Luke                                | upcoming film (with Christopher Mintz-Plasse)    |
| 2013 | Percy Jackson: Sea of Monsters    | Grover Underwood                    | Post-production; scheduled for August 16, 2013   |

## Singles
- Imma Do It Big (featuring T-Pain and One Chance)[1]
- Lyrical Miracle (on Big Mommas: Like Father, Like Son) as Notorious Ph.D
- I Love Tha Pussy (on Tropic Thunder Original Motion Picture Soundtrack)